# 境真理子
境 真理子（さかい まりこ、1952年 - ）は、日本のメディア論研究者。専門はメディアリテラシー、映像論、科学技術コミュニケーション。桃山学院大学国際教養学部教授。放送と青少年に関する委員会副委員長。

## 来歴
1952年北海道生まれ。1974年藤女子大学文学部卒業、同年北海道テレビ放送（HTB）入社。ニュースやドキュメンタリー制作に携わる。1980年休職してウィスコンシン大学大学院ジャーナリズム研究科に留学。1994年東京メトロポリタンテレビジョン（TOKYO MX）に移る。2001年日本科学未来館の開館準備に参画し、主任科学技術スペシャリスト（シニアリサーチャー）を務める。東京大学情報学環客員研究員、武蔵野美術大学、上智大学などの講師を歴任。2005年江戸川大学教授を経て、2008年より現職。

## 著作

### 共著
- 水越, 伸、東京大学情報学環メルプロジェクト, 東京大学情報学環メルプロジェクト 編『メディアリテラシーの道具箱：テレビを見る・つくる・読む』東京大学出版会、2009年。ISBN 978-4130530163。